# 南山墓园
南山墓园，位于中国广东省揭阳市揭西县钱坑镇，为揭西县的一个县级文物保护单位，类型为古墓葬，公布时间为2007年12月。
南山墓园的历史年代为明代。